# Bring 'Em Bach Alive!
Bring 'Em Bach Alive! es un álbum en vivo del cantante canadiense Sebastian Bach, publicado en noviembre de 1999 por Spitfire Records. Es el primer álbum de Bach como solista luego de su salida de la agrupación Skid Row. Además de versiones en vivo de canciones de su era con Skid Row, contiene cinco nuevas grabaciones en estudio, «Rock 'N' Roll», «Done Bleeding», «Superjerk», «Superstar», «Supertears», «Blasphemer» y «Counterpunch».

## Lista de canciones
1. «Rock 'N' Roll» - 5:52 (Sebastian Bach, Wolf Hoffmann)
2. «Done Bleeding» - 5:07 (Bach, Larry Fisher, Richie Scarlet)
3. «Superjerk, Superstar, Supertears» - 2:38 (Jimmy Flemion)
4. «Blasphemer» - 2:26 (Flemion)
5. «Counterpunch» - 3:55 (Bach, Fisher)
6. «Slave to the Grind» - 3:10 (Bach, Rachel Bolan, Dave Sabo)
7. «Frozen» - 7:00 (Bolan, Sabo)
8. «18 and Life» - 5:10 (Bolan, Sabo)
9. «Beat Yourself Blind» - 5:23 (Bach,Bolan, Scotti Hill, Sabo)
10. «Riot Act» - 1:58 (Bolan, Sabo)
11. «Mudkicker» - 4:04 (Bach, Bolan, Sabo)
12. «In a Darkened Room» - 5:07 (Bach, Bolan, Sabo)
13. «Monkey Business / Godzilla» - 9:30 (Bolan, Sabo) / (Buck Dharma)
14. «The Most Powerful Man in the World» - 2:44 (Flemion)
15. «I Remember You» - 5:59 (Bolan, Sabo)
16. «Youth Gone Wild» - 4:21 (Bolan, Sabo)

## Créditos
- Sebastian Bach – voz
- Wolf Hoffmann – guitarras
- Richie Scarlet – guitarras
- Dave Linsk – guitarras
- Jimmy Flemion – guitarras
- Larry Fisher – guitarras, bajo
- Anton Fig – batería